# Hôtel de Vaux
L'hôtel de Vaux est un monument situé dans la commune française du Mans dans le département de la Sarthe et la région Pays de la Loire.

## Historique
L'hôtel (sauf les parties classées) est inscrit au titre des monuments historiques par arrêté du 25 janvier 1937. Les façades et les toitures sont classées au titre des monuments historiques par arrêté du 28 juin 1945.

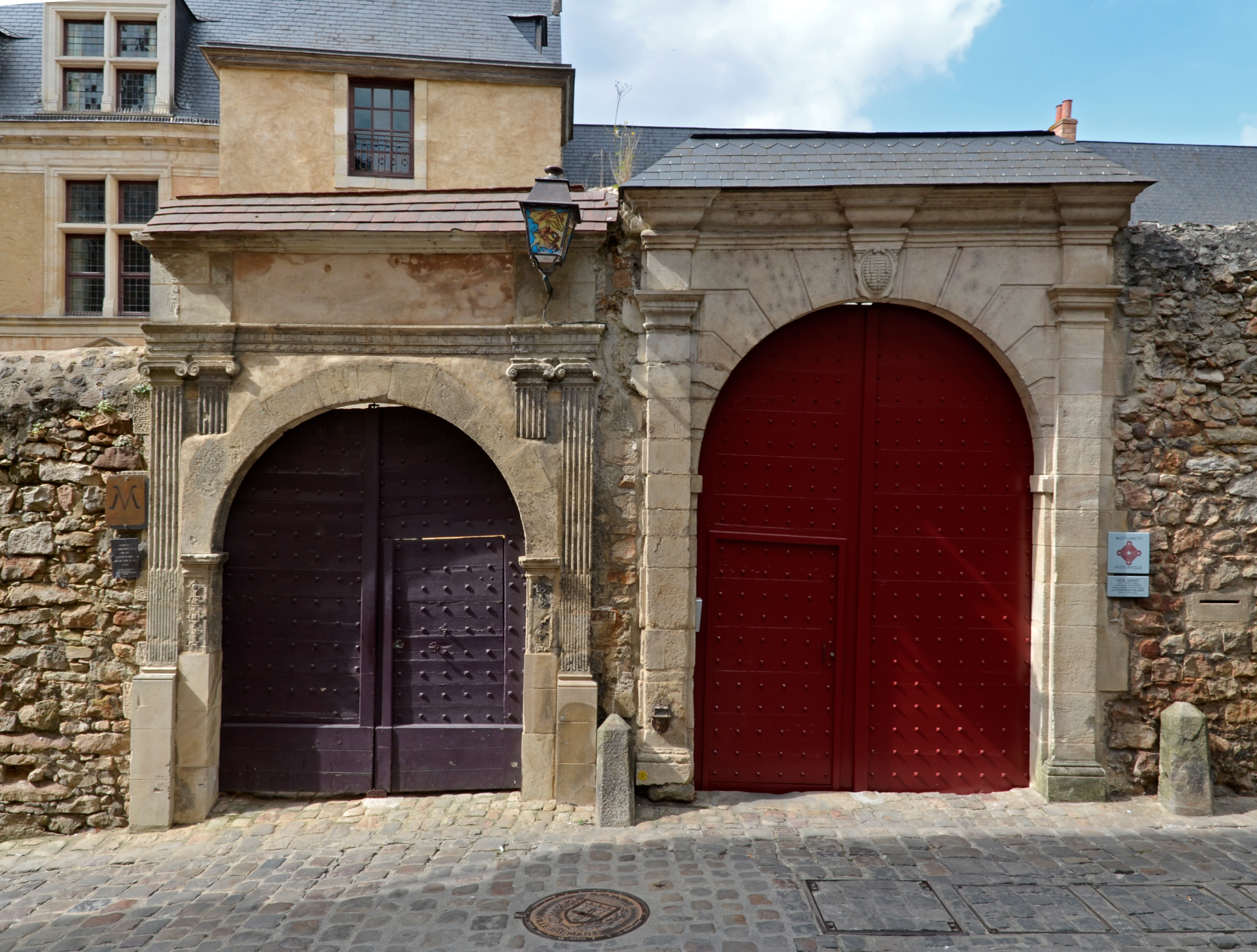
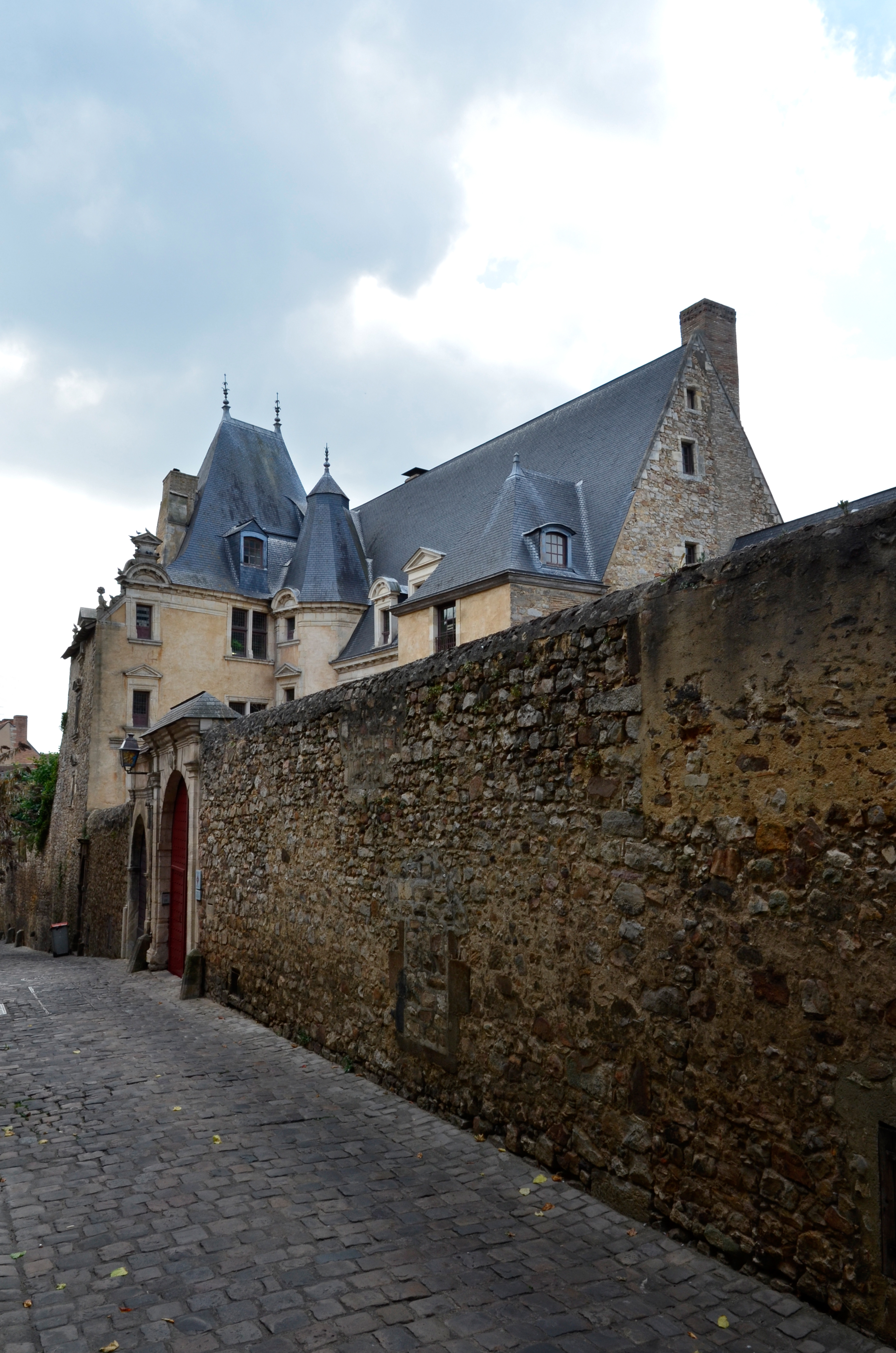
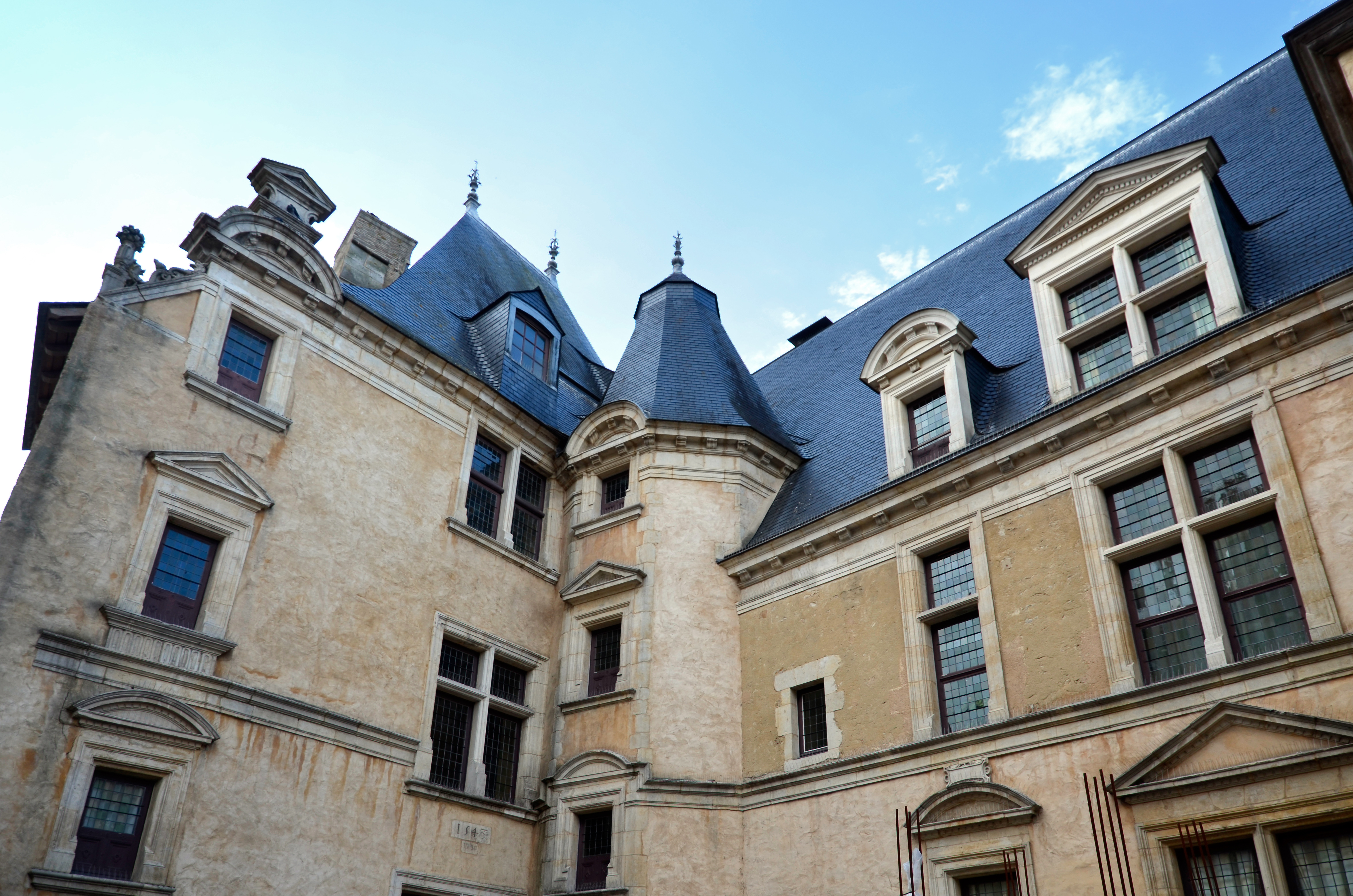
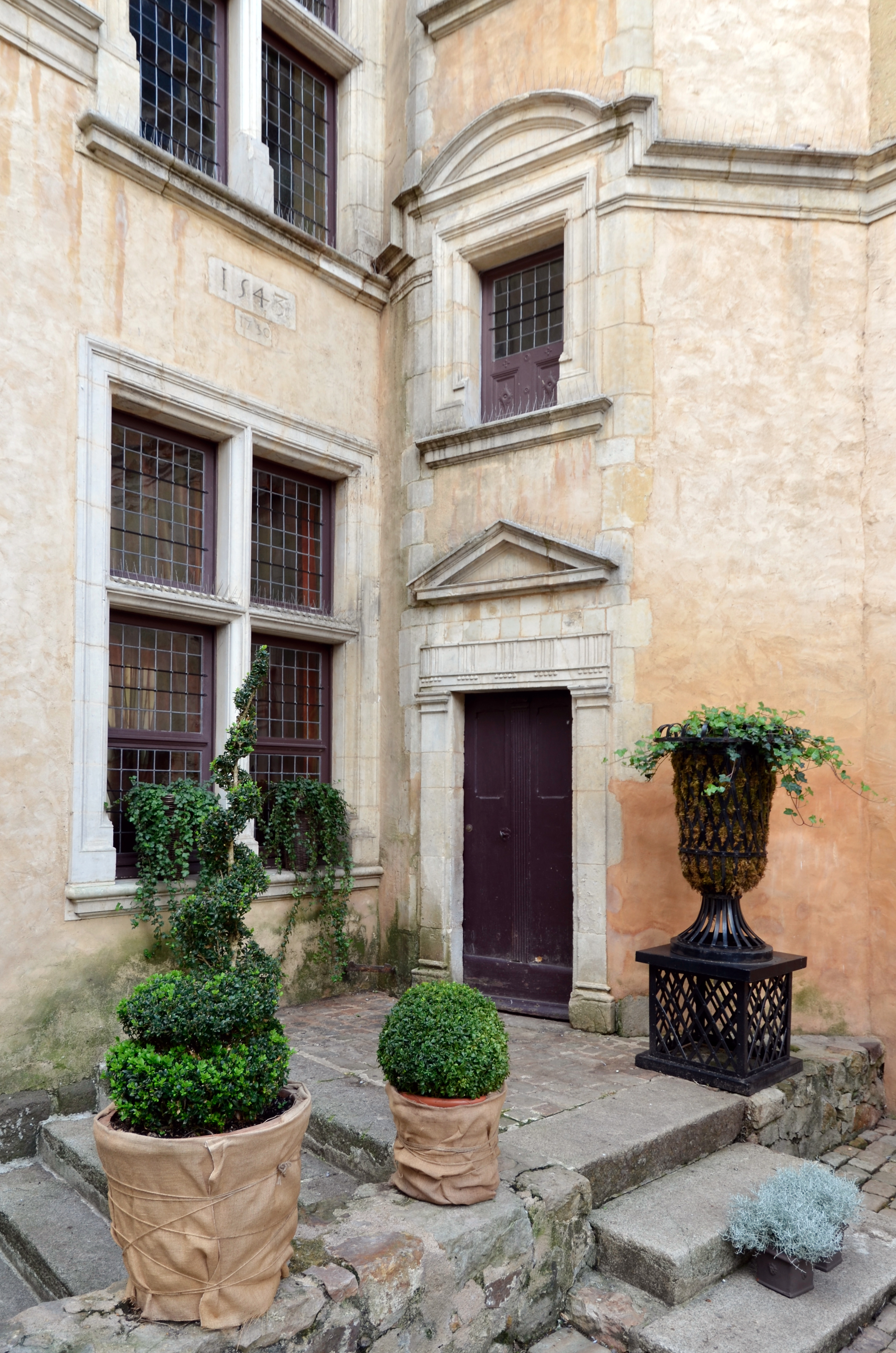